# Oncideres captiosa
Oncideres captiosa là một loài bọ cánh cứng trong họ Cerambycidae.